# Golden syrup
 (décembre 2015).
Si vous disposez d'ouvrages ou d'articles de référence ou si vous connaissez des sites web de qualité traitant du thème abordé ici, merci de compléter l'article en donnant les références utiles à sa vérifiabilité et en les liant à la section « Notes et références ».
Le golden syrup (littéralement le « sirop doré »), parfois appelé mélasse claire, est un sirop de table de couleur ambrée. Cette spécialité sucrière anglaise épaisse et veloutée est l’ingrédient de nombreuses pâtisseries et sauces de la cuisine britannique,.

## Définition
Le golden syrup est un épais sirop composé par moitié de sirop de sucre raffiné, et de sirop de sucre inverti. Il est dit « sirop de sucre brut » en vertu d’une décision ministérielle, mais il ne doit pas être confondu avec le véritable sirop de betterave sucrière.
Autrefois, il y avait une confusion terminologique entre la mélasse et ce mélange de couleur ambrée composé de sirop impur inverti et de sirop de sucre raffiné. Ils étaient appelés tous deux « golden syrup ». Aujourd'hui ce terme n’est plus appliqué à la mélasse.

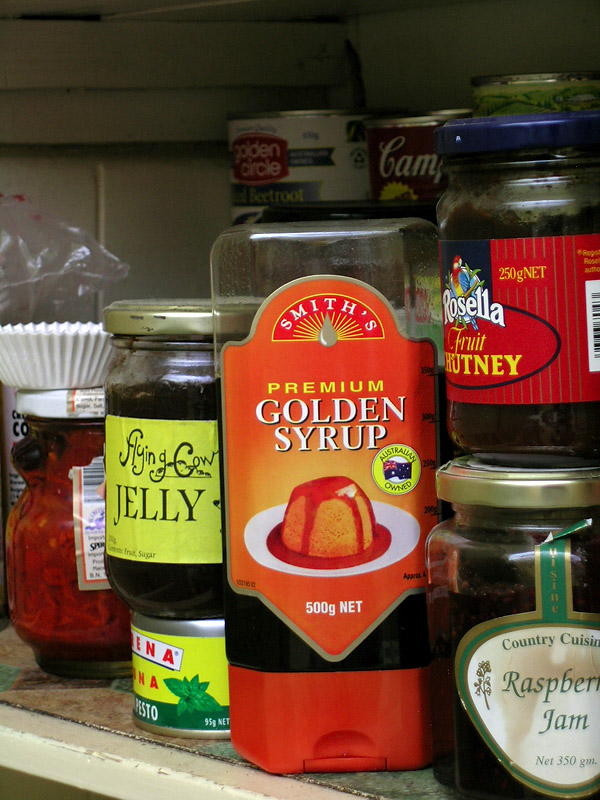
Golden syrup en bouteille

## Histoire
Invention anglaise de 1883, cet ingrédient sucrant est toujours utilisé dans la cuisine anglaise. Son usine de production historique se situe à Londres,.

## Production
Le sous-produit obtenu lors de la fabrication du sucre de canne ou de betterave, un sirop riche en saccharose et contenant de la mélasse appelé « refiners return syrup », est inverti en le traitant avec l'enzyme invertase ou par ajout d'acide puis neutralisation par un produit alcalin, puis mélangé en part égale à un sirop de sucre raffiné afin que ce dernier ne cristallise jamais, pour obtenir le « golden syrup ».  